# Коа ла Форе
Коа ла Форе (фр. Coye-la-Forêt) насеље је и општина у североисточној Француској у региону Пикардија, у департману Оаза која припада префектури Санлис.
По подацима из 2011. године у општини је живело 3739 становника, а густина насељености је износила 537,21 становника/km². Општина се простире на површини од 6,96 km². Налази се на средњој надморској висини од 65 метара (максималној 126 m, а минималној 31 m).

## Демографија
| 1962. | 1968. | 1975. | 1982. | 1990. | 1999. | 2011. |
| ----- | ----- | ----- | ----- | ----- | ----- | ----- |
| 2.075 | 2.509 | 3.048 | 3.094 | 3.199 | 3.516 | 3.739 |

График промене броја становника у току последњих година